# Pan Nalin
Pan Nalin (Adatala bij Junagadh in Gujarat) is een Indiaas filmregisseur, -producent en -schrijver.

## Biografie
Hij groeide op in een arm gezin en zag zijn eerste film rond zijn negende. Hij werd er bang van, kroop onder het bed en wist vanaf dat moment dat hij filmmaker wilde worden.
Als filmmaker is Nalin autodidact. Als tiener verliet hij zijn familie en dorp in de hoop zijn droom te verwezenlijken. Na een studie in fijne kunsten en design en het maken van een viertal animatie- en twintig korte films, kwam hij tot de conclusie dat het leven zelf de beste filmschool is. Hij trok de Himalaya door en bouwde een sterke spirituele basis en verzamelde daarnaast ideeën voor verschillende films.
Nalin maakte verschillende documentaires in samenwerking met Canal+, BBC, Discovery Channel, National Geographic Channel, France 3, en andere. Zijn films roepen allemaal de spirituele zoektocht op, waarbij hij verschillen maakt met erotische, gevoelige, religieuze of maatschappelijke thema's.
Nadat hij een aantal documentaires en korte films had gemaakt, nam hij al in 1993 het besluit om speelfilms te gaan maken. Het duurde nog acht jaar, tot 2001, dat hij zijn eerste lange speelfilm Samsara uitbracht, een boeddhistische film die op internationale filmfestivals met twee prijzen werd bekroond en in 2002 wereldwijd in de bioscopen uitgebracht.

## Filmografie
| jaar | film                                           | rol                                                        |
| ---- | ---------------------------------------------- | ---------------------------------------------------------- |
| 1991 | The Khajuraho                                  | regisseur, schrijver                                       |
| 1993 | The Tulkus                                     | regisseur, schrijver                                       |
| 1994 | The Nagas                                      | regisseur, schrijver                                       |
| 1995 | The Doubt                                      | regisseur, schrijver                                       |
| 1996 | Kaal                                           | producer, schrijver                                        |
| 1997 | The Devadasi                                   | regisseur, schrijver                                       |
| 2007 | Dance of the Wind                              | producer                                                   |
| 1997 | Eiffel Tower Trilogy: Height, Weight & Gravity | regisseur, producer, schrijver, montage, productiedesigner |
| 1999 | Amazing World India                            | regisseur, schrijver                                       |
| 2001 | Ayurveda: Art of Being                         | regisseur, schrijver, montage                              |
| 2001 | Samsara                                        | regisseur, schrijver                                       |
| 2006 | Valley of Flowers                              | regisseur, schrijver                                       |
| 2013 | Faith Connections (documentaire)               | regisseur, producer, schrijver                             |
| 2015 | Angry Indian Goddesses                         | regisseur, producer, schrijver                             |

- Bibsys: 8037852
- Biblioteca Nacional de España: XX4606840
- Bibliothèque nationale de France: cb14124061g (data)
- Gemeinsame Normdatei: 138244502
- International Standard Name Identifier: 0000 0001 1684 2817
- Library of Congress Control Number: nr2003019478
- Nationale Bibliotheek van Tsjechië: xx0174402
- Nationale bibliotheek van Australië: 40410454
- Nationale Bibliotheek van Israël: 987007379416305171
- Nederlandse Thesaurus van Auteursnamen: 242993443
- Réseau des bibliothèques de Suisse occidentale: 02-A008968363
- Système universitaire de documentation: 115830405
- Virtual International Authority File: 90650110
- WorldCat: E39PCjrfjfqtQrfqrx7vwJfJfy